# Muzio Oddi
Pour les articles homonymes, voir Oddi (homonymie).
Muzio ou Mutio Oddi (1569-1639) est un mathématicien et gnomoniste italien.

## Biographie
Il est né de Lisabetta Genga et Lattanzio Oddi, à Urbino. Sa formation initiale porte sur l'éloquence et la philosophie, mais plus tard, il poursuit sa formation auprès du peintre Federico Barocci. Il part à Pesaro pour travailler auprès de Guidobaldo del Monte, l'un des principaux disciples de Federico Commandino. Il a été embauché pour travailler en Espagne et en France, comme ingénieur militaire, ce qui a nécessité d'aider à former à l'utilisation de l'artillerie. Il est retourné au Duché d'Urbino pour travailler comme ingénieur auprès du Duc François Marie II della Rovere.
En 1601, il est accusé, peut-être injustement, d'être impliqué dans un complot qui a également impliqué le Marquis Ippolito della Rovere, complot visant à détrôner le Duc Francesco Maria. En 1609, Muzio Oddi est libéré de prison, et exilé à Milan.
À Milan, il a gagné un concours pour devenir professeur de mathématiques. Il publie ses œuvres, préparées en prison, dont De gli horologi solari nelle superficie piane (1614, dédiée au Comte et Cardinal Théodore de Trivulce, probablement l'un de ses clients), et un traité intitulé Dello squadro (1625) au sujet du quadrant.
En 1625, Oddi remplace son frère Matteo, en tant qu'ingénieur en chef des fortifications de la République de Lucques. En 1626, il a aidé à la conception de nouveaux murs de la ville et a été récompensé d'une médaille commémorative. En 1631, il est devenu architecte pour le Sanctuaire de la Sainte Maison de Lorette, et en 1633, il publie son livre sur le compas de proportion ou militaire. En 1636, il part à Lucques pour travailler comme ingénieur militaire. Plus tard, il est retourné à Urbino en tant que professeur de mathématiques. En 1638, il publie un deuxième livre sur les cadrans solaires, De gli horologi solari, composé lui aussi en prison. Il a été nommé gonfalonnier à Urbino. Quelques lettres à Cristoforo Clavio et d'autres existent. Il est retourné à Urbino, en 1637, et il y meurt en  1639.

## Publications
- Muzio Oddi, De gli horologi solari nelle superficie piane, Per Giacomo Lantoni, 1614 (lire en ligne)
- Muzio Oddi, Dello Squadro Trattato, Kessinger Publishing, septembre 2010 (1re éd. 1625) (ISBN 978-1-165-33780-4, lire en ligne)
- Muzio Oddi, Fabrica et vso del compasso polimetro di Mutio Oddi .., appresso Francesco Fobella, 1633 (lire en ligne)
- Muzio Oddi, De Gli Horologi Solari : Trattato, Per il Ginammi, 1638 (lire en ligne)
- Muzio Oddi, Risposta a i dubbi di Raffaello Grimani d'intorno all'hora sexta astronomica ..., 1637 (lire en ligne)
- Muzio Oddi, De gli horologi solari trattato di Mutio Oddi da Vrbino, per il Ginammi, 1638 (lire en ligne)
- Muzio Oddi et Alexander Marr, I Gheribizzi di Muzio Oddi, Accademia Raffaello, 2005 (ISBN 978-88-87573-21-3, lire en ligne)